# Knights of the Witch
Knights of the Witch (Originaltitel The Appearance) ist ein US-amerikanischer Thriller aus dem Jahr 2018 von Kurt Knight, der auch das Drehbuch verfasste. Die Geschichte spielt im Mittelalter.

## Handlung
Ein Mönch kommt unter ungeklärten Umständen zu Tode. Da auch ein Fremdverschulden nicht ausgeschlossen werden kann, wird der Inquisitor Mateho in das Kloster entsendet, um den Todesfall zu untersuchen. Mateho gilt als bedachter und rationaler Mann der Wissenschaft. Er hält nichts von Hexerei und Dämonen. Als allerdings weitere Mönche ums Leben kommen, verliert er den Glauben daran, alle Phänomene mit der Wissenschaft erklären zu können und glaubt an das Böse.
In den Fokus seiner Ermittlungen rückt schnell das kleine Mädchen Isabel, dass in den Zellen des Klosters festgehalten wird. Die Ordensbrüder behaupten, sie wäre eine Hexe und sei für die Tode verantwortlich. Die Todesfälle breiten sich bis in ein nahe liegendes Dorf aus.

## Hintergrund
In den USA erschien der Film am 27. Juni 2018 auf dem Cinepocalypse Genre Film Festival. Am 4. Dezember 2020 erschien der Film im deutschen Videoverleih. Seine deutsche TV-Premiere feierte der Film am 20. Mai 2021 auf dem Pay-TV-Sender Silverline.

## Rezeption
„Mit wenig Geld umgesetzter, gemächlich erzählter Mittelalter-Thriller, der in Set-Design, Darstellung und sparsam eingesetzten Horroreffekten Akzente setzt, wenn er diese auch nicht konsequent in eine ansprechende Story einfließen lassen kann.“

„Mittelalter-Grusel, dem es am nötigen Drive fehlt.“

Cinema sieht Parallelen zum Buch Pater Ted. Es werden die „paar ansehnlichen Schauwerten“ gelobt, aber auch der viele Leerlauf kritisiert.
Peter 'Witchfinder' Hopkins findet, dass Regisseur Kurt Knight ein überzeugendes Mittelalter-Setting schuf. Allerdings seien „einige der Einstellungen ein Hauch zu steril“. Baylee Self überzeugt als Schauspielerin und ihre Darbietung wird als „ausgezeichnet“ bezeichnet. Das Schauspiel von Jake Stormoen sei „in Ordnung, aber etwas fad“. Die Darstellung von Michael Flynn sei „so schwerhändig, dass sie weder in einer Monty-Python-Skizze noch in einer Episode von Pater Ted fehl am Platz wären“.
Im Popcornmeter, der Zuschauerwertung auf Rotten Tomatoes, hat der Film bei weniger als 50 Abstimmungen eine Wertung von 26 %. In der Internet Movie Database hat der Film bei über 1400 Stimmabgaben eine Wertung von 4,8 von 10,0 möglichen Sternen (Stand: Juni 2025). Generell fallen die Rezension im Vergleich zum ersten Film etwas schwächer aus.